# Анатолиј Тарасов
Анатолиј Владимирович Тарасов (рус. Анато́лий Влади́мирович Тара́сов; Москва, 10. децембар 1918 − Москва, 23. јун 1995) био је совјетски и руски хокејаш на леду и хокејашки тренер, те фудбалер и фудбалски тренер. Заслужни је мајстор спорта Совјетског Савеза од 1949, заслужни тренер од 1956. и један од првих совјетских и руских спортиста који је постао чланом Куће славних хокеја на леду ИИХФ-а (од 1974. године). По професији био је доктор педагошких наука и пуковник совјетске војске.
Тарасов се сматра „оцем савременог руског хокеја на леду” и један је од оснивача хокејашке секције у спортском друштву ЦСКА из Москве. Њему у част једна од дивизија КХЛ лиге носи његово име.